# Ghibli-museet
Ghibli-museet (三鷹の森ジブリ美術館 Mitaka no Mori Jiburi Bijutsukan?, Mitaka-skogens Ghibli-museum) är ett museum tillägnat den japanska animeringsstudion Studio Ghibli. Museet ligger i Inokashiraparken i Mitaka i västra Tokyo och öppnade 2001.

## Beskrivning

### Översikt
Museet utformades av Hayao Miyazaki själv, med hjälp av storyboards i samma stil som han använder när han gör film. Utformningen var influerad av europeisk arkitektur, såsom den högt liggande byn Calcata i Italien. Miyazakis målsättning var att göra byggnaden till en del av själva utställningen.
Ghibli-museet ger ett myllrande och bitvis labyrintisk intryck, och det är byggt för att vara ett barnvänligt och lekfullt ställe. Dess motto är Maigo ni narō yo, isshoni (japanska: 迷子になろうよ、いっしょに, 'Låt oss bli barn på nytt'), eller "Let's lose our way together" som det översatts i den engelskspråkiga museifoldern. Utställningarna har ingen förutbestämd snitsling eller rumsordning.

### Utställningar
Förutom de permanenta utställningarna omkring filmerna, finns en utställningssal för tillfälliga utställningar som byts en gång om året. Den första av dessa utställningar ägnades Spirited Away, och sedan dess har bland annat Jurij Norstein, Pixar, Aardman Animations och kattbussen ur Min granne Totoro varit tema.

## Kortfilmer
På Ghibli-museet visas ett antal kortfilmer som (med några undantag) endast har presenterats på museets Saturn Theater. Nedan är en lista på de här filmerna.
| Japansk titel                                     | Ung. översättning              | Längd  | Prod.år | Regissör                   | Noter                                   |
| ------------------------------------------------- | ------------------------------ | ------ | ------- | -------------------------- | --------------------------------------- |
| Kujiratori (くじらとり)                           | 'Valjakten'                    | 16 min | 2001    | Hayao Miyazaki             | Har visats utanför museet.              |
| Film guru guru (フィルムぐるぐる)                 |                                | ?? min | 2001    | Hayao Miyazaki             | Visades på museet 2001–08.              |
| Koro no dai-sampo (コロの大さんぽ)                | 'Koros stora promenad'         | 14 min | 2002    | Hayao Miyazaki             |                                         |
| Kūsō no sora tobu kikaitachi (空想の空飛ぶ機械達) | 'Påhittade flygmaskiner'       | ?? min | 2002    | Hayao Miyazaki             | Har visats (någon gång) utanför museet. |
| Mei to Konekobasu (めいとこねこバス)              | 'Mei och Kattungebussen'       | 13 min | 2003    | Hayao Miyazaki             |                                         |
| Mizugumo Monmon (水グモもんもん)                  | 'Vattenspindeln Monmon'        | 15 min | 2006    | Hayao Miyazaki             |                                         |
| Hoshi o katta hi (星をかった日)                   | 'Dagen (jag) odlade en planet' | 16 min | 2006    | Hayao Miyazaki             |                                         |
| Yadosagashi (やどさがし)                          | 'Letar efter ett hem'          | 12 min | 2006    | Hayao Miyazaki             |                                         |
| Chūzumō (ちゅうずもう)                            | 'En sumobrottares svans'       | 13 min | 2010    | Akihiko Yamashita          |                                         |
| Pan dane to tamago hime (パン種とタマゴ姫)        | 'Herr Deg och Äggprinsessan'   | 12 min | 2010    | Hayao Miyazaki             |                                         |
| Takara sagashi (たからさがし)                     | 'Skattjakten'                  | 9 min  | 2011    | Hayao Miyazaki (planering) |                                         |

### Takträdgård
På museibyggnadens tak finns en trädgård med verk relaterade till filmen Laputa – slottet i himlen. Robotsoldaten av Kunio Shachimaru är en fem meter hög bronsstaty.

## Bildgalleri

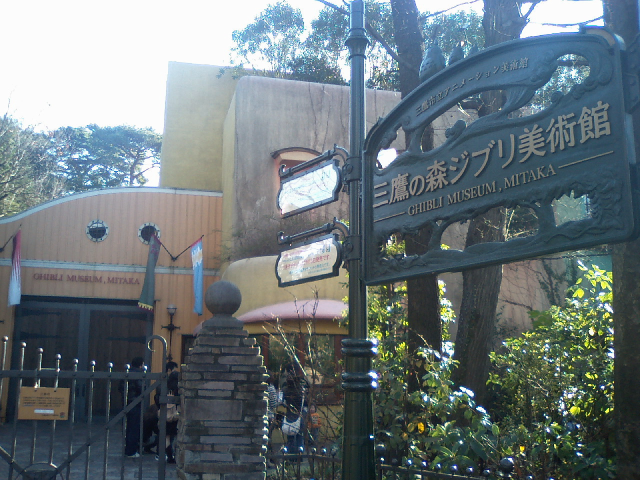
Skylten utanför entrén.
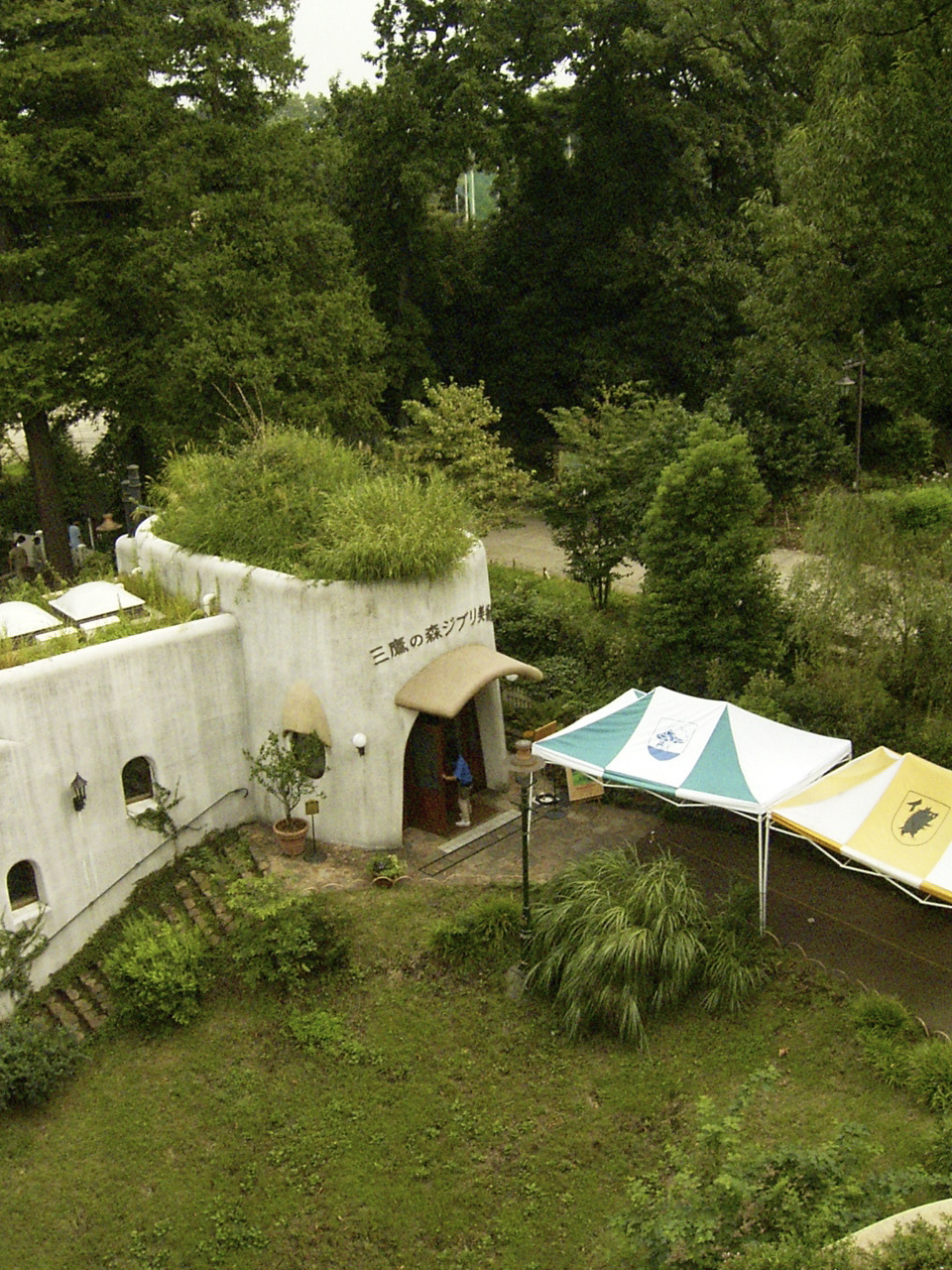
Del av taket och entrén.
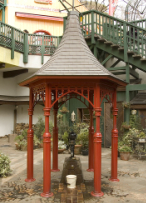
Brunnen vid museet.
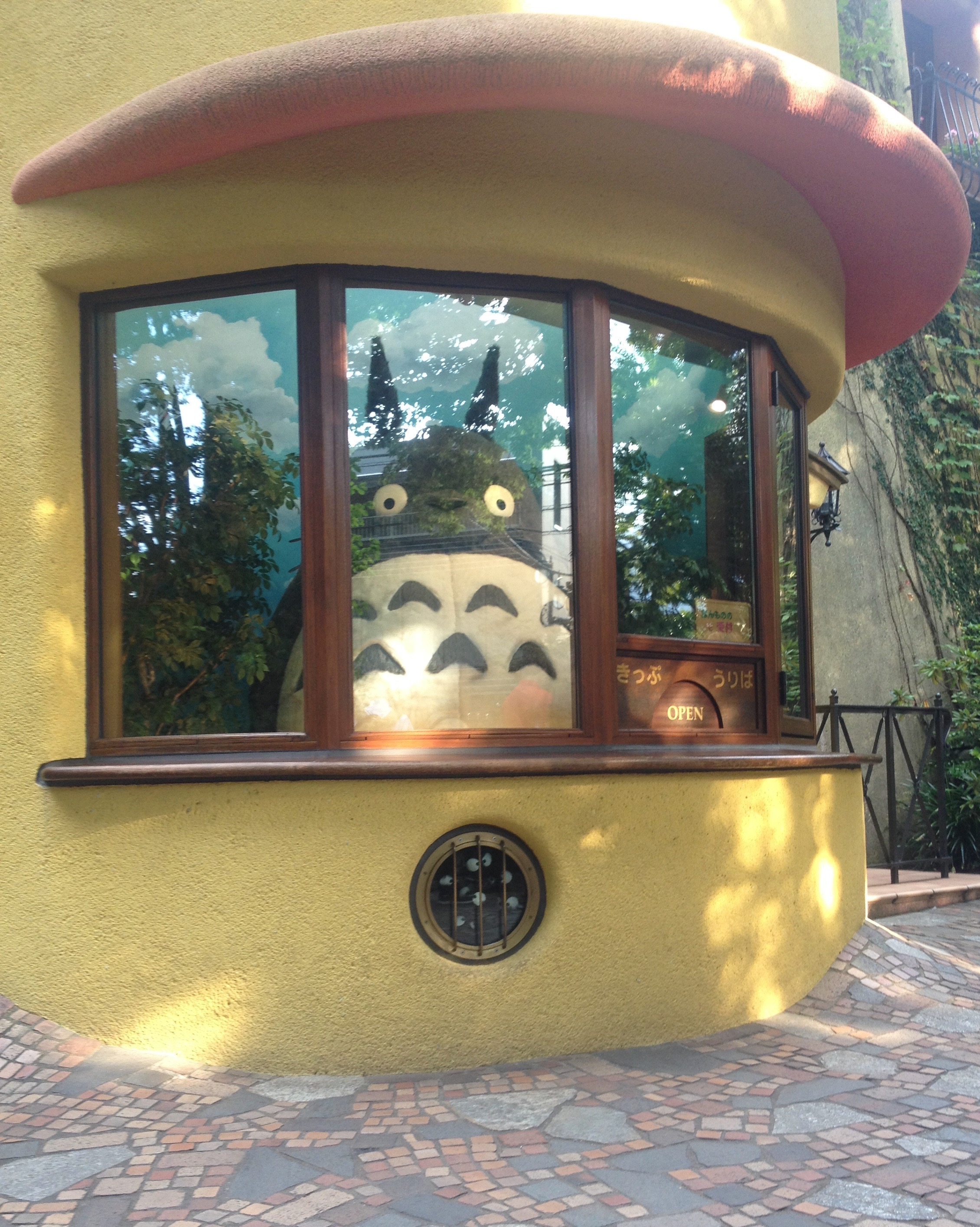

## Källhänvisningar
1. ↑  Miyazaki, Hayao; Isao Takahata (2009). Starting Point 1979–1996. Viz Media. Sid. 446–447. ISBN 978-1-4215-0594-7.
2. ↑  宮崎駿とジブリ美術館 (Hayao Miyazaki and Ghibli Museum), DVD om museet, BVHE Japan, 2005.
3. ↑  ”Visite virtuelle du Musée Ghibli” (på franska). Arkiverad från originalet den 13 april 2014. https://web.archive.org/web/20140413142831/http://www.buta-connection.net/musee/visite.php. Läst 10 april 2014.
4. ↑  ”映像展示室 土星座” (på japanska). http://www.ghibli-museum.jp/welcome/cinema/. Läst 7 januari 2010.
5. ↑  ”Ghibli Museum Special”. Arkiverad från originalet den 10 oktober 2014. https://web.archive.org/web/20141010115531/http://www.ghibliworld.com/museumspecial.html. Läst 13 oktober 2014.

Den här artikeln är helt eller delvis baserad på material från engelskspråkiga Wikipedia, Ghibli Museum, 13 oktober 2014.